# 日本文明
日本文明（にほんぶんめい、にっぽんぶんめい）とは、日本列島あるいは日本人又は大和民族に固有の文明社会を想定する用語である。
比較文明論などの主流な学問分野では、対象は近現代の日本社会や日本文化を主とする。またその論点は日本人論ともしばしば近接し、日本の文明社会の特質を論じる際には日本人論が援用されることが多い。

## 概要

### 主に研究史的視点から
西洋社会が日本の文化について初めて知ったのは、西洋と日本の初めての出会い、戦国時代の1543年にポルトガル人が種子島に漂着し鉄砲を伝えたのが最初である。やがてフランシスコ・ザビエルが来日し、その仲間であるイエズス会の宣教師はルイス・フロイスの『日欧文化比較』『日本史』、ヴァリニャーノの『日本巡察記』のような詳細な日本記録を残している。しかしながら報告は江戸幕府の鎖国政策による日本内外の分断によって長らく埋もれ、その間にも近代化を遂げた西洋社会が日本の文明社会に再び関心を持ったのは江戸時代の長い鎖国が終わり、19世紀末に日本が開国した後である。そして明治維新後の日本社会の急激な近代化によって、アジア・有色人種で初めて近代化を成し遂げた日本としての注目度が高まった。
最初期の欧米の日本研究は、他の東洋社会への関心と同類のエキゾチシズムやオリエンタリズムに彩られたものであった。しかし開国後に来訪した西洋の旅行者や観察者が記した多くの見聞録にて、日本の社会構造と西洋のそれに似通った点があることが報告されたり、また日本が軍事大国として台頭してくると、日本を西洋と類似したものとして捉える傾向が強まった。
このような欧米の日本への関心は、高度に近代的な成功を収めたにもかかわらず、一方で日本独自な伝統社会を維持していると考えられていることにも支えられている。もっとも、どの特質が日本独自な伝統に属するのか、また日本社会での影響の程度は、またその特質が他の社会と共通性がないのかについては、様々な見解がある。さらに方法論では、日本の組織や制度の分析に基づく構造的な把握を重視する観点と、日本人の行動様式や文化の傾向から論じる文化人類学的な観点に大きく分かれる。
前者の研究ではマックス・ヴェーバーの官僚制論などが援用され、当初は日本社会の特質を比較的小規模に見る傾向があったが、徐々に後者の手法も取り入れて、今日では日本に独自の制度構造を見る視点が一般的である。研究の動向からいえば、日本の制度的現実は日本の文化様式とある程度関係性を持っているという見解が主流である。したがって最近の研究は、多かれ少なかれこの2つの相異なる観点双方を考慮しておこなわれている。

### 近代化の成功と文化構造の二面性
1. 日本の近代化についての詳細は明治を参照
2. 政治構造の復古主義的側面についての詳細は天皇・国体を参照

日本の近代化が驚異的な速度で成し遂げられたことはほぼ定着した見解である。1905年の日露戦争勝利によって、アジアでいち早く列強の仲間入りを果たした。日本の社会はこの時点で体系的な近代法典を備え、官僚制による国土の中央集権的な支配と階層秩序を完了していた。一方でこの近代国家の中心は天皇という伝統的な権威で、国民統合の役割も担っていた。
日本の近代国家のイデオロギーは近代的で復古的という二面性を持っていた。近代の天皇制は伝統社会を変容して成立したものであったが、それは古代の天皇制の復活（王政復古）と標榜された。またそのイデオロギーは一方で、実用主義と理想主義という二面性も持っていた。実用面では西洋の近代文明を積極的に受け入れるべきことを奨励したにもかかわらず、理想面では西洋の物質主義を離れた道徳観が鼓吹された（和魂洋才）。後者の理想主義は徐々に復古主義的傾向を強め、「万世一系」が日本独自の国民性という集団的意識に結びつき、「国体」概念となった。
第二次世界大戦後、国体概念は解体され、「万世一系」に代わって「技術大国」「経済大国」などが新たなアイデンティティとされた。

## さまざまな日本文明の把握
主に近現代を射程に捉えた比較文明論の把握以外にも、日本の文明社会をさまざまな視点から捉えるものがある。

### 文明史論のなかの日本文明
文明を主要な対象とする学問分野としては、比較文明論（比較文化論）や文明史（文化史）が知られる。文明史の分野で日本の文明社会を論じた人物としてはヤスパースやトインビーが知られる。
ヤスパースは日本を軸文明の周辺にある非軸文明と定義したが、そのような周辺社会である日本が近代化に成功した点に注目した。トインビーは地域的文化圏を、独立文明と衛星文明からなる中心-周辺関係で捉えようとし、日本を中国文明の衛星文明として位置づけた。
フィリプ・バグビーは九大文明と判断し、中国と日本、東方正教会と西欧を分類するなら11になるとしている。
マシュー・メルコは資料を検討した上で、むりなく意見が一致する所では日本、中国、インド、イスラム、西欧と分類している。

### ハンティントンの文明衝突論

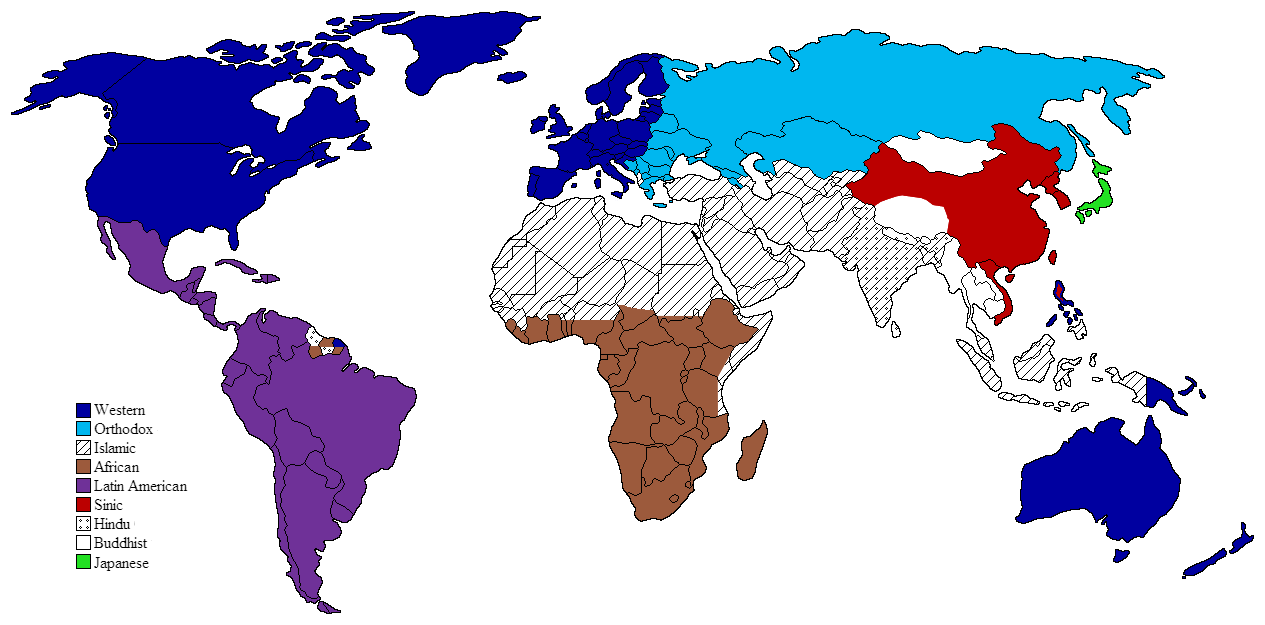
サミュエル・ハンティントンによる各文明の分布（緑色の部分が日本文明圏）

サミュエル・P・ハンティントンは1998年に文明同士の衝突を考察した『文明の衝突』を著し、その中で世界を8つの文明に分け、日本を単一の文明圏とみなした。ハンティントンは日本文明が100年から400年にかけて中華文明から独立して成立した独自の文明であるとしている。

### トッドによる家族構造の分類
人口統計と家族構造に基づく分析を行っているエマニュエル・トッドは、日本の家族構造（長男が親の家を継ぐという直系家族制）およびそれによる影響が非常にヨーロッパ的（特にドイツやスウェーデン）であると指摘、日本特殊論を否定している。
なお、トッドはハンティントンの分類が、宗教や人種という概念から影響を受けすぎていると指摘している。

### 保守主義言論の動向
歴史教科書問題や歴史認識問題に関連して、自由主義史観を標榜する新しい教科書をつくる会など保守言論の側から提唱されている、やや民族主義的な日本文明論がある。日本の文明社会を（例えば縄文時代に起点を置くなど）一般に考えられているよりも古く伝統的で独自なものであると述べ、その美風や他の文化に対する独自性を強調するものである。

#### 中西輝政
この観点での代表的著作は中西輝政の『国民の文明史』である。中西はアルフレッド・ヴェーバーの文化社会学的アプローチに依拠しつつ、日本に独自の文明過程を想定する。日本社会には無変動的で安定した文明過程と突発的で瞬発的な文明過程の2種類が存在し、それが歴史上に交互に繰り返されることで、独自の社会を築いてきたという。この文明過程を中西は縄文時代から存在するものであるとし、日本の伝統文化の構造が非常に古く伝統的であることを強調している。また「日本文明」における天皇の役割を重視し、日本の文明社会に必要不可欠なものであったと述べている。

### 縄文文明論
最近進んだ縄文時代の三内丸山遺跡の調査成果を踏まえて、縄文時代を「縄文文明」と呼称し、世界四大文明などの古代文明に匹敵する高度な古代文明社会として位置づけようとする論がある。
この縄文文明論を大きく取り上げるマスコミがあり、また同様の観点を提示する論が相次ぐ一方、それに対する批判も根強く、三内丸山遺跡の意義を巡っては多角的な論争が繰り広げられている。

## 東アジアの枠組みで捉える見方
1. 概要は東アジア史・漢字文化圏および冊封を参照
2. 日本の伝統的な象徴体系への影響については皇帝祭祀・日本の仏教・儒教を参照

日本列島と中国大陸や朝鮮半島、ヴェトナムにいたるまでの地域を同一の文化圏で捉える見方がある。東洋史研究や日本の古代史研究では、日本の国家形成や文化構造に中国の古代王朝影響を重視する見解が主流である。この視点に立てば、日本の文明社会は周辺国家との交流の中から形成され発展してきたものであると考えることになる。たとえば、天武朝以降に確立され、明治以降の天皇制の象徴体系において重要な位置を占める大嘗祭には、中国古代王朝の祭祀制度の影響があり、また日本の為政者の政治理念にしばしば外来の儒教倫理や仏教思想が取り入れられている。一方で、近現代日本の文明社会の独自性が指摘されている。